# Luftpumpen
Luftpumpen, den elektriske luftpumpe, eller blot Pumpen (Antlia) er et stjernebillede på den sydlige himmelkugle.